# William Nelson Pendleton
William Nelson Pendleton (Richmond, Virginia, 26 de diciembre de 1809 - Lexington, Virginia, 15 de enero de 1883) fue un sacerdote episcopal y general confederado en la guerra civil estadounidense, en la que sirvió bajo las órdenes de Robert E. Lee como jefe de artillería.
Pendleton estudió en escuelas privadas hasta que ingresó en la academia militar de West Point, en el estado de Nueva York. En 1830 se graduó el primero de su promoción. En 1833 dejó su carrera militar para dedicarse a la educación. Ingresó en la Iglesia episcopal y en 1847 dejó la enseñanza para dedicar más parte de su vida a la iglesia. Entre 1853 y 1883 fue rector de Grace Church en Lexington, Virginia. De ahí que sus tropas le dieran el sobrenombre de "Parson" (parson se usa en inglés para referirse a un clérigo protestante).
Tras el estallido de la guerra civil estadounidense, Pendleton ingresó en el Ejército confederado y fue elegido capitán de la Artillería Rockbridge. Pendleton ascendió rápidamente en el escalafón militar llegando a coronel y jefe de artillería en el Estado Mayor del general Joseph E. Johnston. Durante toda la guerra sirvió en el Ejército de Virginia del Norte, desde la Primera batalla de Bull Run hasta la rendición confederada tras la batalla de Appomattox. El 26 de marzo de 1862 fue nombrado brigadier general. Sirvió como jefe de artillería en el Ejército de Virginia del Norte durante una gran parte de la guerra, sin embargo, en las fases finales del conflicto se dedicó a funciones administrativas y estuvo destinado en la reserva de artillería. Fue un amigo personal de Robert E. Lee, comandante del Ejército de Virginia del Norte.
El 28 de septiembre de 1840 nació su único hijo, Alexander Swift "Sandie" Pendleton, que llegó a ser Ayudante de Campo en el estado mayor de Thomas J. "Stonewall" Jackson hasta 1863. Murió en la batalla de Fisher's Hill el 22 de septiembre de 1864. Su hija, Susan, se casó con el también oficial confederado Edwin Gray Lee.
Una vez finalizada la guerra, William Pendleton volvió a Lexington y a su parroquia de Grace Church, donde permaneció hasta su muerte. Está enterrado en Lexington.